# NGC 5097
NGC 5097 (другие обозначения — 2SZ 37, IRAS13183-1212, PGC 46602) — эллиптическая галактика (E) в созвездии Дева.
Этот объект входит в число перечисленных в оригинальной редакции «Нового общего каталога».